# Math
Math é um editor de fórmulas matemáticas multiplataforma e de código aberto, originalmente desenvolvido pela Star Division e posteriormente pela Sun Microsystems, sendo parte integrante da suíte comercial StarOffice. É também distribuído gratuitamente nas suítes OpenOffice.org, BrOffice e NeoOffice, sendo semelhante ao Microsoft Equation Editor. O Math suporta múltiplas fontes e pode exportar no formato PDF.